# アーサー・ラッセル
アーサー・ラッセル（Arthur Russell、1886年3月13日 - 1972年8月23日)は、イギリスの陸上競技選手。1908年ロンドンオリンピックの金メダリストである。

## 経歴
ラッセルは、17歳だった1904年に英国AAA選手権の障害競走に出場し優勝を果たす。さらに翌年、翌々年も制して大会3連覇を達成した。
ラッセルは、1908年ロンドンオリンピックでも3200m障害に出場。予選では、彼の組から完走した選手が2人しかいなかったが、ラッセルはもう一人の選手を余裕で下し、決勝進出を決めた。決勝は、前半、ラッセルがペースを作り、半分を過ぎたところからラッセルとアメリカのジョン・アイセルがラスト1周までリードした。そして、ラスト1周の鐘が鳴り、イギリスのアーチー・ロバートソンがアイセルを抜き、ラッセルは迫られるも最後までトップを守り、2m近い差を付け金メダルを獲得した。